# Ryszard Poznakowski
Ryszard Janusz Poznakowski (ur. 11 stycznia 1946 w Grudziądzu, zm. 1 grudnia 2024 w Warszawie) – polski muzyk, kompozytor i aranżer.
W latach 1969–1971 i 1973–2005 członek zespołu Trubadurzy, z którym występował okazjonalnie również w latach 2010–2023. W latach 2012–2024 lider zespołu Poznakowski Band. Stworzył piosenki (głównie teksty) dla artystów, takich jak m.in. Krzysztof Krawczyk, Jacek Lech, Czerwono-Czarni, Alicja Majewska, Bogdana Zagórska, Renata Danel, Zbigniew Wodecki, Krzysztof Cwynar, Andrzej Zaucha, Katarzyna Sobczyk, Andrzej Dąbrowski, Edward Hulewicz i Wojciech Gąssowski.

## Życiorys
Już jako dziecko okazywał talent muzyczny, a w wieku trzech lat uczył się grać na pianinie. W 1960 ukończył Państwową Szkołę Muzyczną I st. w Koszalinie w klasie fortepianu. Po ukończeniu liceum muzycznego w Gdańsku otrzymał od dyrektora Państwowej Opery i Filharmonii Bałtyckiej w Gdańsku Jerzego Katlewicza posadę fagocisty, którą pełnił przez dwa lata. Równolegle studiował w PWSM w Gdańsku.
W latach 1965–1967 występował w zespole Czerwono-Czarni. W 1967 kierował Telewizyjną Giełdą Piosenki.
W 1967 został kierownikiem muzycznym zespołu Trubadurzy, z którym występował z przerwami do 2005, kiedy to rozstał się z grupą, gdy ta zaangażowała się w kampanię wyborczą Samoobrony. Latem 1998 wydał z zespołem Trubadurzy album pt. Znamy się tylko z widzenia – Złote przeboje, za którego sprzedaż uzyskali certyfikat złotej płyty. W latach 2010–2023 okazjonalnie występował z Trubadurami, przede wszystkim podczas ich koncertów jubileuszowych i festiwalowych. W 2017 zaangażował się w trasę koncertową Trubadurów z okazji jubileuszu 50-lecia istnienia grupy, dołączył również do reaktywowanego zespołu Czerwono-Czarni, grając na instrumentach klawiszowych, śpiewając własne utwory i zapowiadając koncerty. W kwietniu 2023 w programie Dzień dobry TVN ogłosił definitywne zakończenie współpracy z Trubadurami.
W 1970 był współzałożycielem zespołu Old Stars, z którym zadebiutował wykonaniem piosenki „Co jest” w programie telewizyjnym Telewizyjny Ekran Młodych. Również w 1970 założył zespół Wiatraki. Był reżyserem dźwięku w Polskich Nagraniach, a od 1978 kierownikiem muzycznym teatru Syrena w Warszawie.
W 2007 został przewodniczącym zarządu Stowarzyszenia Artystów Wykonawców Utworów Muzycznych i Słowno-Muzycznych.
W 2012 powrócił do działalności muzycznej, nagrywając kilka utworów z nowo powstałym zespołem Poznakowski Band. W 2018 został członkiem honorowym Stowarzyszenia Autorów ZAiKS. W 2020 z okazji piątej rocznicy powstania Radia Pogoda napisał tekst do piosenki wykonywanej przez Wojciecha Gąssowskiego do melodii utworu „Gdzie się podziały tamte prywatki”. W październiku 2022 zaangażował się w trasę koncertową Jak przeżyć wszystko jeszcze raz poświęconą Krzysztofowi Krawczykowi. Na tę okoliczność napisał wraz z Grażyną Orlińską nowy tekst do piosenki „Byłaś tu”, zmieniając jej tytuł na „Byłeś tu”. W 2023 zaangażował się w jubileuszową trasę koncertową z okazji 70-lecia kariery scenicznej Piotra Kuźniaka. W czerwcu tego samego roku do własnego repertuaru koncertowego dołączył utwory z wcześniej niepublikowanymi tekstami, których większość powstała w latach 2020–2022, a melodię do nich stworzyli muzycy młodego pokolenia.

### Kariera polityczna
W 2011 został wybrany sołtysem wsi Magnuszew Duży, uzyskując blisko 80% poparcia. W 2019 nie ubiegał się o urząd sołtysa wsi Magnuszew Duży, a stanowisko w wyniku wyborów objęła jego żona, Teresa Poznakowska.

## Życie prywatne
Był trzykrotnie żonaty. Jego pierwszą żoną była piosenkarka Janina Śmietanówna, z którą zawarł związek cywilny. Ich małżeństwo w 1978 zakończyło się rozwodem. W latach 1979–2009 był żonaty z Danutą. Po śmierci żony związał się z Teresą, którą poślubił w lipcu 2011 w kościele pw. św. Szymona i Judy Tadeusza Apostołów w Szelkowie. Miał córkę, Karolinę.
Zmarł po długiej chorobie. Msza pogrzebowa odbyła się 11 grudnia 2024 w kościele Środowisk Twórczych w Warszawie. Został pochowany 13 grudnia 2024 w Szelkowie.

## Utwory
| Tytuł                                | Wykonawca                           | Rok  |
| ------------------------------------ | ----------------------------------- | ---- |
| „Piosenka z kółkiem”                 | Katarzyna Sobczyk i Czerwono-Czarni | 1966 |
| „Mały książę”                        | Katarzyna Sobczyk i Czerwono-Czarni | 1967 |
| „Trzynastego”                        | Katarzyna Sobczyk i Czerwono-Czarni | 1967 |
| „Z tobą, tylko z tobą”               | Toni Keczer i Czerwono-Czarni       | 1967 |
| „Bądź dziewczyną moich marzeń”       | Jacek Lech i Czerwono-Czarni        | 1967 |
| „Pozwólcie śpiewać ptakom”           | Jacek Lech i Czerwono-Czarni        | 1967 |
| „Byłaś tu”                           | Trubadurzy                          | 1968 |
| „Kasia”                              | Trubadurzy                          | 1968 |
| „Tajemnica pamiętnika”               | Trubadurzy                          | 1968 |
| „Znamy się tylko z widzenia”         | Trubadurzy                          | 1968 |
| „Nie przynoś mi kwiatów, dziewczyno” | Trubadurzy                          | 1968 |
| „Ej, sobótka, sobótka”               | Trubadurzy                          | 1969 |

## Ordery i odznaczenia
- Krzyż Kawalerski Orderu Odrodzenia Polski (1998)
- Złoty Krzyż Zasługi (2004)[18]
- Złoty Medal „Zasłużony Kulturze Gloria Artis” (2017)[19]
- Srebrny Medal „Zasłużony Kulturze Gloria Artis” (2011)[19][20]
- Brązowy Medal „Zasłużony Kulturze Gloria Artis” (2005)[19]
- Medal 90-lecia Stowarzyszenia Autorów ZAiKS (2009)[6]
- Medal ZAiKS-u (1998)[6]
- Odznaka „Za Zasługi dla Miasta Łodzi” (2015)[21]
- Odznaka Honorowa ZAiKS-u (1988)[6]

## Nagrody i wyróżnienia
- Nagroda Specjalna ZAiKS-u (2017, 2018)[6]
- Nagroda 100-lecia ZAiKS-u (2018)[6]
- Paszport „Polityki” dla kreatora kultury za „całokształt działalności artystycznej” (2023)[22]